# FUNLOGY
FUNLOGY株式会社（ファンロジー）は、スピーカー、サウンドバー、プロジェクターといった家電製品の企画・開発・販売を行う日本企業。

## 概要
FUNLOGYは「365日を楽しく」を企業理念として掲げ、2015年に設立された。代表取締役の植村祐貴が、自身の幼少期から青年期の経験を基に、「顧客と従業員、ステークホルダーの毎日を楽しいものにしたい」という想いから創業した。
本社は千葉県千葉市中央区に所在する。
広告・ブランディング専門メディア「AdverTimes.」では、FUNLOGYのブランド戦略が取り上げられており、「今日は、もっとたのしくできる。」というタグラインを掲げたブランディングの背景が詳しく紹介されている。

## 成長の背景
FUNLOGYは、巣ごもり需要の増加により成長を遂げた企業の一つである。代表取締役の植村祐貴は、「ECが生活に浸透する未来を見据え、創業当初からEC販売に注力してきた」と語る。2019年にプロジェクターやスピーカーを主力商品とする自社ブランド「FUNLOGY」を立ち上げ、コロナ禍の影響でプロジェクターの一般家庭への普及が進んだ結果、コロナ前と比較して約2倍の売上を記録した。
また、FUNLOGYは少人数体制ながらも、Amazonの「フルフィルメント by Amazon（FBA）」を活用することで業務を効率化。労働時間の短縮や商品価格の抑制につなげている。

## 評価と受賞歴
製品の一部は、音響機器部門で「VGP（ビジュアルグランプリ）」を受賞している。また、サウンドバーは公益財団法人日本デザイン振興会が主催する「2024年度グッドデザイン賞」を獲得しており、審査員からは「非常にシンプルでありながら、音の方向性を表現しているデザインがわかりやすく明快である」と評価された。
RocketNews24ではポータブルスピーカー「FUNLOGY Portable Mini」が「昨年から毎日のように使い倒しているポータブルスピーカー」として紹介された。記事では「防水機能とコンパクトなサイズながらも、十分な音量を備えた点」が評価されている。